# 天下人 (ゲーム)
『天下人』（てんかびと）はセガから発売されたPlayStation 2用ゲームソフト。ジャンルは「戦国リアルタイムシミュレーションRPG」。戦国時代を舞台に、著名な武将達が激戦を繰り広げるスタイリッシュなデザインと革新的なゲーム性を取り入れた戦国シミュレーションゲームである。

## ゲームシステム
主人公ごとにそれぞれ設定されたシナリオに沿って、自軍ユニットを出撃、操作し、特定の敵ユニットを撃破するなどの勝利条件を満たすのが目的である。
シナリオには分岐ステージが存在し、そのステージでの戦闘結果によってシナリオは分岐する。

### 兵種
足軽隊、騎馬隊、鉄砲隊などが存在する。8タイプの特性が設定されており、それぞれに対する得手不得手が存在する。
軽タイプ
足軽隊など、一般的な歩兵タイプの部隊。槍に強い特技を持つが、馬は苦手。
馬タイプ
騎馬隊など、馬に乗って戦う部隊。軽に強い特技を持つが、槍に弱い。馬に乗っているため移動速度が速いが、水田など悪地形による移動速度・能力ダウンが大きい。
槍タイプ
槍隊など、槍を武器とする部隊。馬に強い特技を持つが、軽に弱い。また、上位種は重タイプに強い能力も持つ。
上記のように、軽タイプと馬タイプ、槍タイプで相性は三すくみの関係となる。
遠タイプ
弓、鉄砲などの飛び道具で戦う部隊。遠距離から攻撃でき、上記の三すくみのような特定のタイプを苦手とすることもないが、接近されると混乱し各パラメータが大幅に低下し、途端に窮地に陥るため、接近されること自体が弱点となる。また、石弓、大砲と言った大型兵器は攻撃力も射程も最大であるが弾数が限られており、全弾撃った後に補充する時間がかかる。鉄砲は直線的な軌道で射程は長く攻撃力も高いが、雨が降っていると持ち味の攻撃力が大幅に低下してしまう。弓は鉄砲ほどの攻撃力も射程もないが、放物線の軌道を持つため、:地形によっては遮蔽物を超えて攻撃でき、天候の影響もほとんど受けない。
忍タイプ
工作隊、乱破隊など、一部の施設で工作が行える部隊。また、悪地形で能力が上昇する特徴も持つ。防御相性は軽タイプと同様である。
重タイプ
重装隊など、重い防具で身を固めた部隊。防御力は高いが、移動速度はかなり遅い。また、上位の槍タイプや石弓、大砲の攻撃に弱い。
重馬タイプ
重騎馬隊など、防具で身を固めた騎馬部隊。移動速度は重タイプよりは早いが、馬と重両方の弱点を持つ。
遠馬タイプ
弓騎馬隊など、飛び道具で攻撃する騎馬部隊。遠タイプと同じく、接近戦では混乱する。

### 特技
各兵種が任意のタイミングで使うことの出来る技。攻撃力の強化、状態異常の付加など、特技ごとに様々な効果を持つ。

### 技能
主に複数の部隊で軍団を組んだ時に効果を発揮する能力。特技とは違い、常にその効果を発揮する。能力基本値の上昇や、特定の兵種に対する攻撃力の上昇などの効果がある。

### 陣形
各兵種に4種類ずつ用意されている隊列。陣形によって攻撃力、守備力をある程度変化させることが可能。

### 御家芸
味方ユニットの中では主人公のみが使うことの出来る特殊な特技。通常の特技と違い、フィールド単位であり味方ユニット全てに効果がある。御家芸の名前は主人公ごとにそれぞれ違うが、効果自体は共通である。それぞれ、「攻撃力の一時増加」「防御力の一時増加」「移動速度の一時増加」「状態異常の全体回復＋一定時間の状態異常耐性」「兵数の一定量回復」であり、一回ずつしか使用できない。また、主人公だけでなく信玄や謙信など一部の敵将も御家芸「状態異常回復＋耐性」を使用してくる。敵が使用する場合、主人公使用時のような特殊な演出はない。

## 主人公
白き天狼・織田信長声 - 池田秀一
孤高の天才。ずば抜けた直観力と独創性で、義理の父親である斎藤道三が抱いていた意志「天下平定」を受け継ぎ、戦国の乱世を平和へ導こうとする。白髪で髭を蓄え、黒色の鎧とマントを身に着けている。その天才性は時に家臣に不信を抱かせることもあるようである。公式サイト「えにっき　むてんか」では、彼の天才性にひそかにため息をつく家臣の姿が描かれている。五人の主人公たちの中でも特に中心人物であり、彼のシナリオも中間程度の難易度となっている。
叛逆の旋風・真田幸村声 - 私市淳
血気盛んで勝気だが、仲間達への情は厚い。真田家を存続させるため、戦国の乱世を戦い抜く。その勇猛果敢な戦いと、戦場での凄まじい功績で、戦国の世に名を轟かせる。紅い甲冑を身にまとい、侍を彷彿とさせる。片腕は露出しており、その腕と顔は無数の刀傷で埋められている。
西国の大羅漢・島津義弘声 - 郷里大輔
民が平和で暮らせることを望み、戦い続ける義の漢。牛を持ち上げるほどの怪力を持ち、戦場では自ら先陣を切って戦いぬく豪傑。巨漢で黒髭を蓄え、いかにも豪傑といった印象。彼のシナリオは多勢に対して少ない兵で挑むというシチュエーションが多く、天下人の主人公勢の中で最難関である。
独眼鬼・伊達政宗声 - 堀秀行
自らの力で父を救えなかった過去から非情に徹し、弱者に容赦しない事から「独眼鬼」と恐れられる哀しき武将。真の強さとは何かを追い求め天下を目指す。彼のシナリオでは「父」の影が常にちらついている。黒い鎧を身にまとい、長刀を背中に拵えている。眼帯の役割も果たす兜から体のほとんどが鎧で覆われており、顔の半分がようやく晒されている程度である。人を叱る事には慣れているが、自らの事を本気で叱られると怯む、弱い一面を持つ。
忍耐の傾奇者・徳川家康声 - 檜山修之
「傾奇者」でいながら、謙遜な部分があり、忠勝に背中を押されながら前に進んでいく。信長を兄のように慕っている。歌舞伎化粧に派手な服装と、いかにも傾奇者である。主人公たちの中でシナリオは最も易しい。

## その他の登場人物
妙なる信姫・帰蝶声 - 潘恵子
美濃の斉藤道三の娘で、信長の妻。信長の真意を理解する唯一の人物。穏やかでおっとりとした印象で戦にも参加しないが、非常に芯の強い女性で己の存在が信長の道の妨げとなるならば自害して果てるという覚悟を持つ。史実にある一説通り夫婦仲は良いようだ。信長編ではナレーション役を務める。
奇策飄々・木下秀吉（羽柴・豊臣秀吉）声 - 矢田耕司
表層では愛想良く振舞っているが、腹の底では巨大な野望を抱いている。唯一、信長には絶対の忠義を誓っている。語尾に「の!」と付けるのが口癖。ゲーム中使用可能キャラクターの中では最も就ける兵種が多い(9種類)キャラクターであり、数少ない「成長期(パラメータが大きく伸びる時期)」が設定されている。また史実に沿ってかゲーム中頻繁にその名前が変わる。コミカルで奇抜な衣装をしており、またメガネをかけている。公式サイト「えにっき　むてんか」では淀殿の癇癪を草派の陰から嘆く様子が描かれており、それなりに苦労しているらしい。
暗躍の梟勇・明智光秀声 - 鈴置洋孝
つかみ所がない男。信長を恐れている。鉄砲の名手で、信長には表面上の忠義を誓う。オッドアイのような目にカラスを髣髴とさせるマントを身につけている。怪しげな容貌をしているが、信長の覇道では弱い者は生き残れないと考えており案外常識人でもある。また公式サイトの「えにっき　むてんか」では秀吉とともに信長の行動に溜息をつく様子が描かれている。史実では「本能寺の変」で有名だが、ゲーム中では裏切らないパターンも存在する。
老獪なる頭首・真田昌幸声 - 掛川裕彦
真田幸村の父。少兵をもって大軍を破る奇襲戦法やゲリラ戦法を得意とする智将。真田家の存続のため息子達をまとめつつ戦う。温厚な性格だが智将らしい底知れぬ一面をのぞかせることもある。「少ない兵で大軍を破る」というスタンスは幸村に、「家を存続させるためにあらゆる手を尽くす」という思慮は信幸にそれぞれ受け継がれているようだ。もっとも幸村の猪突猛進ぶりには信幸ともども頭を痛めている。実は彼の生死により演舞が若干変化する。
冷厳の兄君・真田信幸声 - 服巻浩司
真田幸村の兄。冷静沈着で、破天荒な幸村を支えている。体格的には幸村に瓜二つ。しかし性格は物静かで温厚。ゲーム中の台詞から推察するに、幸村は信幸には未だに勝てたことがないらしい。イラストのとおり弓兵(遠距離攻撃型であると同時このゲームでは状態異常技など、忍者系の特性も若干併せ持つ)であり、剣を使う幸村とは対照的である。ゲーム中では一時的に離脱することがある。常に眼を閉じているようなグラフィックであるが、ゲーム外で発行されたイラスト集では眼を開けている描写が存在する。
機略の鋼女・吉岡林声 - 田中敦子
元は義弘と敵対していたが、とある戦をして以来、島津軍の軍師となる。ゲーム中では、島津の戦術の要となる。女性ながら男顔負けの戦を展開し、部下達の命運を気遣う優しさ、戦局を打破するための機転など指揮官としても優秀である。あまり深くものを考えない性格の義弘のフォロー役でもある。キャラクターとしては後述の片倉景綱とかなり似た成長をする。兜を脱ぐシーンがいくつかあり、ショートカット。島津編でのナレーター役を務める。公式サイト「えにっき　むてんか」では義弘の豪快さに頭を痛めている。
奥州の白鷺・片倉景綱声 - 菅沼久義
伊達政宗の忠臣。政宗が唯一言うことをきく武将。病気により飛び出た政宗の右目を抉り出した。その事を不義に思い、以後自らの口を布で塞ぐと共に、政宗へ絶対の忠義を誓っている。普段は物静かだが、キレるとかなり怖いらしい。史実の片倉景綱がもとは神職の息子であったことからか、狩衣を基調とした衣装を着ており、非常に特徴的な髪形もあいまって、個性的な衣装が多く見られるゲーム中でもひときわ奇抜。ゲーム中では最初工作隊として登場するが、かなりオールマイティな成長をする。公式サイト「えにっき　むてんか」では政宗を叱りつけるシーンがある。
忠義の豪槍・本多忠勝声 - 江川央生
徳川家康の忠臣。一本気な武士。合戦では力押しのみならず、引き際も心得ている。敵からも味方からも「武士の鑑」「戦の申し子」と言われている。家康のことを第一に考え、本来が謙虚な性格をしている家康を武功・精神面と何かとサポートする。ゲーム中では史実のイメージどおり特徴的な兜に槍系の兵種。ただ声がかなり大きいらしく、「えにっき　むてんか」では大声がネタにされている。
北陸の義将・上杉謙信声 - 置鮎龍太郎
仏門に通じ、菩薩のような雰囲気を漂わせる上杉軍総大将。武田信玄と互角の強さを誇る。誰に対しても丁寧な悟りきった口調から「抹香臭い」と揶揄されるが、本質は戦好きで結構短気な性格。前線に出たがる彼を、家臣が宥める事もある。頼まれれば嫌とは言わない・酒が好きなど史実的なイメージを踏襲する一方で、伊達シナリオでは政宗の父親的存在、信長シナリオでは分岐によっては同盟相手となる。将軍家を尊重しているようであるが、公式サイトでは当の足利義昭に「言うことを聞かない」と言われている。なお、登場ルートでは悲惨な運命を辿ることが多いキャラでもある。信玄と並んで完全なNPCであり、登場時期の割には反則的なパラメータを持つ。ゲームから推測するに、忍者系と騎馬系の兵種。キャラクターデザイン自体は、袈裟を模した装束にイメージ通りの白頭巾(ただし剃髪しておらず前髪がのぞいている)、薄い装甲に杓杖のような剣と、剣士のようなものになっている。公式サイト「えにっき　むてんか」ではその酒好き・戦好きを開き直っている。
無敵の豪傑・武田信玄声 - 大塚明夫
戦国最強とも言われる甲斐武田家頭首。外見は日に焼けた肌に大きな兜、筋肉質な腕を露出し全体的にどっしりとしておりいかにも豪傑と言った感じだが、知略にも長けておりあらゆる手段を使って乱世を渡る。また戦そのものを好み、自ら前線に出張りたがる性格も持ち合わせている。信長シナリオでは分岐によっては同盟を組むこともある。将軍家に対してはそれほど敬意を持っていないらしく、足利家からの要請を「どうでもよい」と切り捨てているシーンがある一方で、島津シナリオでは要請にこたえて謙信とともに主人公たちを待ち構えている。謙信同様完全なNPCで、登場時期の割には反則的なパラメータを持つ。ゲームから推測するに騎馬系の兵種で、味方では信長のみが就く事のできる「神騎馬隊」として登場することもある。謙信と信玄は宿敵として知られるが、公式サイト「えにっき　むてんか」では塩のお礼を試みており謙信とそれなりに仲良くやっているような描写がある。
楼閣の妖女・淀殿声 - 榊原良子
秀吉の側室で、信長の妹・お市の方の娘。息子・秀頼を溺愛し、また豊臣家再興のために奔走するが、方針は朝令暮改で彼女の配下につくことは災難ともいえる。帰蝶と同じく戦闘には参加せず、幸村編のキーパーソンとして登場する。プレイヤーが操作できる林を除けば、本作品では平和を願う控えめな存在として描写されることが多い(最も、それほど女性は多くない)なか、彼女はその境遇からかかなり積極的で前に出る存在だと言える。
一途な後継者・毛利輝元声 - 柳井久代
毛利元就の孫で、祖父を慕う若武者として描かれている。三矢の教えからか弓兵をメインとしており、秀吉と同じく成長期も設定されている。
悩める長兄・島津義久声 - 戸谷公次
義弘たち兄弟の長兄で、島津家の頭領。義弘は「おやっどん」と呼んでいる。
- この他にも、足利義昭、毛利元就、浅井長政、今川義元、北条氏政などが物語の重要人物として登場する。ただし、いずれも謙信や信玄と同じくNPCである。